# پلیی، مالاکند
پلیی (به انگلیسی: Palai) یک منطقهٔ مسکونی در پاکستان است که در خیبر پختونخوا واقع شده‌است.